# بازی‌های خنده‌دار (فیلم ۱۹۹۷)
بازی‌های مسخره (به انگلیسی: Funny Games) فیلمی در ژانر مهیج روان‌شناسانه به کارگردانی میشائل هانکه، کارگردان اتریشی است که در سال ۱۹۹۷ ساخته شد. داستان فیلم دربارهٔ دو مرد جوان است که پدر و مادر و کودکی را گروگان می‌گیرند و برای تفریح آن‌ها را به انجام بازی‌های سادیستی وامی‌دارند.

## خلاصه داستان
داستان از جایی آغاز می‌شود که یک خانواده ثروتمند آلمانی، سوزان لوتار، در نقش آنا، به همراه شوهرش گئورگ (با بازی اولریش موهه) و پسر کوچکشان گئورگی خیال دارند تعطیلات خود را در ویلای زیبای تابستانی‌شان که در کنار یک دریاچه قرار دارد بگذرانند. وقتی پدر و پسر به قایق‌سواری می‌روند، مرد جوان مؤدبی به نام پیتر (با بازی فرانک گیرینگ) دم در خانه ظاهر می‌شود و از آنا می‌خواهد چند تخم‌مرغ به او قرض بدهد. دقایقی بعد دوباره برمی‌گردد و ادعا می‌کند در راه تخم‌مرغ‌ها شکسته‌اند و چند تخم‌مرغ دیگر می‌خواهد. آنا خیال دارد چند تخم‌مرغ دیگر به او بدهد اما مسیر گفتگو به سرعت تغییر می‌کند. لحن دلپذیر پیتر کم‌کم خصمانه می‌شود. سر و کله دوست پیتر، پل (با بازی آرنو فریش) پیدا می‌شود. وقتی گئورگ برمی‌گردد از آن‌ها می‌خواهد بروند. اما پل و پیتر ویلا را ترک نمی‌کنند. به زودی روند داستان تغییر می‌کند. آن‌ها دست و پای خانواده را می‌بندند و خشونت و شکنجه آغاز می‌شود. آن‌ها به شیوه‌ای که یادآور برتولت برشت است گاهی خطاب به دوربین حرف می‌زنند و در یک جای فیلم، صحنه‌ای را به عقب برمی‌گردانند تا خشونت بیشتری بر قربانیانشان اعمال کنند.

## درونمایه
فیلم بازی‌های مسخره به رابطه تماشاگر با خشونت و خشونت بصری‌ای که تماشاگر فیلم مصرف می‌کند می‌پردازد. در این فیلم، قواعد ژانر تریلر به چالش کشیده می‌شود. بخش بزرگی از خشونت فیلم در واقع دیده نمی‌شود، بلکه بیننده از طریق صداهایی که می‌شنود یا واکنش بازیگران، به اتفاقی که در صحنه رخ داده پی می‌برد. شخصیت‌های شرور فیلم شباهتی با شخصیت بد کلیشه‌ای فیلم‌های دیگر ژانر ندارند. فاجعه یا اتفاق ناگواری در کودکی آن‌ها را به سمت خشونت سوق نداده‌است. آن‌ها خشونت می‌کنند چون حوصله‌شان از زندگی معمولی کسالت‌بار طبقه متوسط سر رفته و چون قادر به خشونت‌اند. فیلم به شیوه‌ای واقع‌گرایانه واکنش‌های خانواده قربانی را نمایش می‌دهد. در جایی از فیلم، که پسر کوچک کشته شده و مردان جوان ظاهراً خانه را ترک کرده‌اند، زن و شوهر قاعدتاً می‌توانند فرار کنند، اما برخلاف انتظار آن‌ها مدتی طولانی به حال خود باقی می‌مانند. آن‌ها بیش از آن آسیب‌دیده و تحقیر شده‌اند که بتوانند حرکتی بکنند. در جایی دیگر فیلم‌ساز درک مخاطب از واقعیت را مورد پرسش قرار می‌دهد و به او یادآوری می‌کند چیزی که در حال تماشای آن است صرفاً یک فیلم است. مردان جوان رو به دوربین از مخاطب می‌پرسند که آن‌ها چه فکر می‌کنند؟ آیا به نظر مخاطب، این خانواده شانسی برای زنده ماندن دارد؟ وقتی آنا تفنگ را می‌قاپد و به پیتر شلیک می‌کند، پل صحنه را به عقب برمی‌گرداند و سیر اتفاقات فیلم را عوض می‌کند. وقتی آنا می‌پرسد چرا یک‌باره آن‌ها را نمی‌کشند؟ پل جواب می‌دهد که در آن صورت لذت همه ما زایل خواهد شد. پاسخی که پل در مورد خشونت فیلم می‌دهد «لذت» است. که به اندازه هر پاسخ دیگری پوچ است اما در واقع فیلم‌هایی از این دست دقیقاً به منظور سرگرمی، لذت و تفریح مخاطب ساخته می‌شوند. هدف غایی سرگرمی در رسانه‌های جمعی همین لذت است.

## جوایز
- نامزد دریافت جایزه نخل طلا جشنواره فیلم کن (۱۹۹۷)
- برنده جایزه بهترین کارگردانی (میشائل هانکه) در جشنواره بین‌المللی فیلم شیکاگو (۱۹۹۷)
- برنده جایزه منتقدان در جشنواره بین‌المللی فیلم گنت (۱۹۹۷)
- برنده جایزه منتقدان و جایزه ویژه هیئت ژوری در فانتااسپورتو (۱۹۹۸)

## نسخه آمریکایی
هانکه در سال ۱۹۹۷ فیلم بازی‌های سرگرم‌کننده (مسخره) را با بازی سوزان لوتار، اولریش موهه و فرانک گیرینگ ساخت. و ده سال بعد در سال ۲۰۰۷ نسخهٔ عین به عین آمریکایی آن را با بازی نائومی واتس، تیم راث و مایکل پیت بازسازی کرد.